# Lijst van voetbalinterlands Guinee - Zuid-Afrika
Deze lijst van voetbalinterlands is een overzicht van alle officiële voetbalwedstrijden tussen de nationale teams van Guinee en Zuid-Afrika. De landen hebben tot op heden vier keer tegen elkaar gespeeld. De eerste wedstrijd, een groepswedstrijd tijdens Afrika Cup 2006, vond plaats op 22 januari 2006 in Alexandrië (Egypte). Het laatste duel, een groepswedstrijd tijdens het African Championship of Nations 2024, werd gespeeld in Kampala (Oeganda) op 11 augustus 2025.

## Wedstrijden
| № | Plaats         | Datum            | Competitie                           | Wedstrijd            | Uitslag |
| - | -------------- | ---------------- | ------------------------------------ | -------------------- | ------- |
| 1 | Alexandrië     | 22 januari 2006  | Afrika Cup 2006                      | Zuid-Afrika − Guinee | 0 − 2   |
| 2 | Atteridgeville | 9 september 2008 | Vriendschappelijk                    | Zuid-Afrika − Guinee | 0 − 1   |
| 3 | Kortrijk       | 25 maart 2022    | Vriendschappelijk                    | Zuid-Afrika − Guinee | 0 − 0   |
| 4 | Kampala        | 11 augustus 2025 | African Championship of Nations 2024 | Zuid-Afrika − Guinee | 2 − 1   |

## Samenvatting
| Competitie                      | Totaal gespeeld | Winst Guinee | Gelijk | Winst Zuid-Afrika | Doelsaldo Guinee – Zuid-Afrika |
| ------------------------------- | --------------- | ------------ | ------ | ----------------- | ------------------------------ |
| Afrika Cup                      | 1               | 1            | 0      | 0                 | 2 − 0                          |
| African Championship of Nations | 1               | 0            | 0      | 1                 | 1 − 2                          |
| Vriendschappelijk               | 2               | 1            | 1      | 0                 | 1 − 0                          |
| Totaal                          | 4               | 2            | 1      | 1                 | 4 − 2                          |

FGF · A-internationals · Guinees vrouwenelftal
1960-1969 ·
1970-1979 ·
1980-1989 ·
1990-1999 ·
2000-2009 ·
2010-2019 ·
2020-2029
AC 1970 ·
AC 1974 ·
AC 1976 ·
AC 1980 ·
AC 1994 ·
AC 1998 ·
AC 2004 ·
AC 2006 ·
AC 2008 ·
AC 2012
1962 ·
1963 ·
1964 ·
1965 ·
1966 ·
1967 ·
1968 ·
1969 ·
1970 ·
1971 ·
1972 ·
1973 ·
1974 ·
1975 ·
1976 ·
1977 ·
1978 ·
1979 ·
1980 ·
1981 ·
1982 ·
1983 ·
1984 ·
1985 ·
1986 ·
1987 ·
1988 ·
1989 ·
1990 ·
1991 ·
1992 ·
1993 ·
1994 ·
1995 ·
1996 ·
1997 ·
1998 ·
1999 ·
2000 ·
2001 ·
2002 ·
2003 ·
2004 ·
2005 ·
2006 ·
2007 ·
2008 ·
2009 ·
2010 ·
2011 ·
2012 ·
2013 ·
2014 ·
2015 ·
2016 ·
2017 ·
2018 ·
2019 ·
2020 ·
2021 ·
2022 ·
2023 ·
2024
Algerije ·
Angola ·
Benin ·
Bermuda ·
Botswana ·
Brazilië ·
Burkina Faso ·
Burundi ·
Cambodja ·
Centraal-Afrikaanse Republiek ·
Chili ·
China ·
Comoren ·
Congo-Brazzaville ·
Congo-Kinshasa ·
DDR ·
Egypte ·
Equatoriaal-Guinea ·
Ethiopië ·
Gabon ·
Gambia ·
Ghana ·
Guinee-Bissau ·
Indonesië ·
Irak ·
Iran ·
Ivoorkust ·
Kaapverdië ·
Kameroen ·
Kenia ·
Kosovo ·
Lesotho ·
Liberia ·
Libië ·
Madagaskar ·
Malawi ·
Mali ·
Marokko ·
Mauritanië ·
Mauritius ·
Mozambique ·
Namibië ·
Niger ·
Nigeria ·
Noord-Korea ·
Oeganda ·
Rwanda ·
Senegal ·
Sierra Leone ·
Soedan ·
Somalië ·
Swaziland ·
Tanzania ·
Togo ·
Tsjaad ·
Tunesië ·
Turkije ·
Vanuatu ·
Venezuela ·
Vietnam ·
Zaïre ·
Zambia ·
Zimbabwe ·
Zuid-Afrika ·
Zuid-Jemen
SAFA · A-internationals · Bondscoaches · Selecties · Statistieken · Zuid-Afrikaans vrouwenelftal · Olympisch elftal · Zuid-Afrika U21 · Zuid-Afrika U19 · Zuid-Afrika U17
1906 – 1919 ·
1920 – 1929 ·
1930 – 1939 ·
1940 – 1949 · 
1950 – 1959 · 
1960 – 1969 · 
1970 – 1979 · 
1980 – 1989 · 
1990 – 1999 · 
2000 – 2009 · 
2010 – 2019 ·
2020 − 2029
AC 1996 · 
AC 1998 · 
AC 2000 · 
AC 2002 · 
AC 2004 · 
AC 2006 · 
AC 2008 · 
AC 2013
WK 1998 · 
WK 2002 · 
WK 2010
OS 2000 ·
OS 2016 ·
OS 2020
1947 · 
1948–1949 · 
1950 · 
1951-1952 ·
1953 · 
1954 · 
1955 · 
1956–1991 · 
1992 · 
1993 · 
1994 · 
1995 · 
1996 · 
1997 · 
1998 · 
1999 · 
2000 · 
2001 · 
2002 · 
2003 · 
2004 · 
2005 · 
2006 · 
2007 · 
2008 · 
2009 · 
2010 · 
2011 · 
2012 · 
2013 · 
2014 · 
2015 · 
2016 ·
2017 ·
2018 ·
2019 ·
2020 ·
2021 ·
2022 ·
2023 ·
2024
Algerije ·
Andorra ·
Angola ·
Argentinië ·
Australië ·
Benin ·
Bolivia ·
Botswana ·
Brazilië ·
Bulgarije ·
Burkina Faso ·
Burundi ·
Canada ·
Centraal-Afrikaanse Republiek ·
Chili ·
Colombia ·
Comoren ·
Congo-Brazzaville ·
Congo-Kinshasa ·
Costa Rica ·
Denemarken ·
Duitsland ·
Ecuador ·
Egypte ·
Engeland ·
Equatoriaal-Guinea ·
Ethiopië ·
Frankrijk ·
Gabon ·
Gambia ·
Georgië ·
Ghana ·
Guatemala ·
Guinee ·
Guinee-Bissau ·
Honduras ·
Ierland ·
IJsland ·
Irak ·
Israël ·
Italië ·
Ivoorkust ·
Jamaica ·
Japan ·
Kaapverdië ·
Kameroen ·
Kenia ·
Lesotho ·
Liberia ·
Libië ·
Madagaskar ·
Malawi ·
Mali ·
Malta ·
Marokko ·
Mauritanië ·
Mauritius ·
Mexico ·
Mozambique ·
Namibië ·
Nederland ·
Nieuw-Zeeland ·
Niger ·
Nigeria ·
Noord-Korea ·
Noorwegen ·
Oeganda ·
Panama ·
Paraguay ·
Polen ·
Portugal ·
Rwanda ·
Saoedi-Arabië ·
Sao Tomé en Principe ·
Schotland ·
Senegal ·
Servië ·
Seychellen ·
Sierra Leone ·
Slovenië ·
Soedan ·
Spanje ·
Swaziland ·
Tanzania ·
Thailand ·
Trinidad en Tobago ·
Tsjaad ·
Tsjechië ·
Tunesië ·
Turkije ·
Uruguay ·
Verenigde Arabische Emiraten ·
Verenigde Staten ·
Zambia ·
Zimbabwe ·
Zuid-Soedan ·
Zweden
Frankrijk (2010) ·
Mexico (2010) ·
Paraguay (2002) · 
Slovenië (2002) · 
Spanje (2002) · 
Uruguay (2010)